# DN75
DN75 este un drum național din România, care leagă Turda de Câmpeni și mai departe de Ștei. Începe din DN1 la Turda, urcă pe valea Arieșului și traversează Munții Bihorului prin pasul Vârtop (1.160 m). Se termină în DN76 la Lunca, DN76 stabilind legătura cu orașul Ștei, aflat în apropiere, și cu municipiul Oradea.